# Notiphila frigidicola
Notiphila frigidicola är en tvåvingeart som beskrevs av Timothy M. Cogan 1968. Notiphila frigidicola ingår i släktet Notiphila och familjen vattenflugor.
Artens utbredningsområde är Madagaskar. Inga underarter finns listade i Catalogue of Life.